# Era Vulgaris

## Titelliste
Das Album erschien in unterschiedlichen Versionen. Alle Versionen enthalten dieselben 11 Lieder, in einigen Ländern kamen unterschiedliche Bonustracks hinzu. Des Weiteren erschienen in Deutschland und Kanada eine limitierte Tour Edition, die sich ebenfalls noch voneinander unterscheiden.
Alle Lieder wurden von Josh Homme, Troy Van Leeuwen und Joey Castillo geschrieben, Ausnahmen sind extra aufgeführt.

### Album
1. Turnin’ on the Screw  – 5:20
2. Sick, Sick, Sick (Homme, Van Leeuwen, Castillo, Chris Goss) – 3:35
3. I’m Designer – 4:04
4. Into the Hollow – 3:42
5. Misfit Love – 5:40
6. Battery Acid – 4:06
7. Make it Wit Chu (Homme, Alain Johannes, Michael Melchiondo) – 4:50
8. 3’s & 7’s – 3:34
9. Suture Up Your Future – 4:37
10. River in the Road – 3:29
11. Run, Pig, Run – 4:40

### Limited Tour Edition CD 1 (Deutschland)
1. Turnin’ on the Screw  – 5:20
2. Sick, Sick, Sick (Homme, Van Leeuwen, Castillo, Goss) – 3:35
3. I’m Designer – 4:04
4. Into the Hollow – 3:42
5. Misfit Love – 5:40
6. Battery Acid – 4:06
7. Make it Wit Chu (Homme, Johannes, Melchiondo) – 4:50
8. 3’s & 7’s – 3:34
9. Suture Up Your Future – 4:37
10. River in the Road – 3:29
11. Run, Pig, Run – 4:40
12. The Fun Machine Took a Shit and Died (Homme) – 6:57
13. Make it Wit Chu (Live Acoustic) (Homme, Johannes, Melchiondo) – 4:35
14. Era Vulgaris (Richard File-Remix) – 6:06
15. I’m Designer (UNKLE-Remix) – 6:11

### Limited Tour Edition CD 1 (Kanada)
1. Turnin’ on the Screw  – 5:20
2. Sick, Sick, Sick (Homme, Van Leeuwen, Castillo, Goss) – 3:35
3. I’m Designer – 4:04
4. Into the Hollow – 3:42
5. Misfit Love – 5:40
6. Battery Acid – 4:06
7. Make it Wit Chu (Homme, Johannes, Melchiondo) – 4:50
8. 3’s & 7’s – 3:34
9. Suture Up Your Future – 4:37
10. River in the Road – 3:29
11. Run, Pig, Run – 4:40
12. Christian Brothers (Elliott Smith) – 4:25 (Elliott-Smith-Cover)
13. Needles in the Camel’s Eye (Brian Eno, Phil Manzanera) – 3:23 (Brian-Eno-Cover)
14. Make it Wit Chu (Live Acoustic) (Homme, Johannes, Melchiondo) – 4:35
15. White Wedding (Billy Idol)> – 3:51 (Billy-Idol-Cover)
16. Era Vulgaris (Richard File-Remix) – 6:06

### Limited Tour Edition CD 2
1. Monsters in the Parasol (Homme, Nick Oliveri, Mario Lalli) – 3:34
2. Misfit Love – 6:41
3. If Only (Homme) – 3:43
4. I Think I Lost My Headache (Homme, Oliveri) – 6:10
5. Into the Hollow – 4:13
6. Go With the Flow (Homme, Oliveri) – 3:22
7. Regular John (Homme, Alfredo Hernández, John McBain) – 10:59
8. Avon (Homme) – 3:18
9. A Song for the Dead (Homme, Oliveri, Mark Lanegan) – 7:13

Sämtliche Lieder wurden Live am 3. Juli 2007 im Paradiso in Amsterdam aufgenommen.

### Weitere Bonustracks
- Running Joke – 2:57
  - Bonustrack in UK, Japan, Australien, Neuseeland sowie über iTunes
- Era Vulgaris – 4:23
  - Bonustrack in UK, Japan, Australien, Neuseeland
- Goin’ Out West (Tom Waits) – 3:27 (Tom-Waits-Cover)
  - exklusiver Downloadtrack bei Trans World Entertainment
- I’m Designer (Hot Chip-Remix) – 6:28
  - exklusiver Downloadtrack bei Circuit City

## Beteiligte Musiker
Neben Josh Homme, Troy Van Leeuwen und Joey Castillo wirkten erneut einige Gastmusiker auf dem Album mit.
- Chris Goss – Gitarre, Bass, Piano, Keyboard, Hintergrundgesang
- Alain Johannes – Gitarre, Bass, Fiddle, Zither, Hintergrundgesang
- Dean Fertita – Gitarre, Keyboard, Hintergrundgesang
- Michael Shuman – Bass, Hintergrundgesang
- Julian Casablancas – Gitarre, Hintergrundgesang
- Trent Reznor – Gitarre, Hintergrundgesang
- Brody Dalle – Hintergrundgesang
- Mark Lanegan – Hintergrundgesang
- Liam Lynch – Hintergrundgesang
- Serrina Sims – Hintergrundgesang

## Rezeption
Das Album erhielt größtenteils positive Kritiken mit durchschnittlich 75 % bei Metacritic aus 33 Kritikerurteilen. Positive Wertungen kamen beispielsweise von Allmusic mit viereinhalb von fünf Punkten, dem New Musical Express (8/10) oder auch in deutschsprachigen Rezensionen bei Plattentests.de mit ebenfalls acht von zehn Punkten oder laut.de (4/5).
Eher durchschnittliche Wertungen erhielt das Album bei Pitchfork Media (6.2 von 10) oder beim Guardian.

## Kommerzieller Erfolg

### Chartplatzierungen
Era Vulgaris ist das fünfte Studioalbum der amerikanischen Rockband Queens of the Stone Age. Es wurde zwischen Juni 2006 und April 2007 in verschiedenen Studios in Kalifornien eingespielt und erschien am 8. Juni 2007.
| ChartsChartplatzierungen       | Höchstplatzierung | Wochen |
| ------------------------------ | ----------------- | ------ |
| Deutschland (GfK)              | 5 (7 Wo.)         | 7      |
| Österreich (Ö3)                | 4 (10 Wo.)        | 10     |
| Schweiz (IFPI)                 | 4 (9 Wo.)         | 9      |
| Vereinigte Staaten (Billboard) | 14 (8 Wo.)        | 8      |
| Vereinigtes Königreich (OCC)   | 7 (4 Wo.)         | 4      |

### Auszeichnungen für Musikverkäufe
| Land/Region                  | Auszeichnungen für Musikverkäufe (Land/Region, Auszeichnung, Verkäufe) | Verkäufe |
| ---------------------------- | ---------------------------------------------------------------------- | -------- |
| Kanada (MC)                  | Gold                                                                   | 50.000   |
| Neuseeland (RMNZ)            | Gold                                                                   | 7.500    |
| Vereinigtes Königreich (BPI) | Gold                                                                   | 100.000  |
| Insgesamt                    | 3× Gold ·                                                              | 157.500  |